# LG3自动榴弹发射器
LG3是一挺由中国湖南兵器轻武器研究所为满足外贸需求而自行研制并且由北方工业公司所銷售的轻量型自動榴弹发射器，發射40×53毫米高速榴彈。
全系统具有重量较轻、精度较高、威力强大、结构紧凑、人机工效性良好、安全可靠、通用性强大、高性價比的优点，在国际武器市场上具有较强大的竞争力，目前已完成批量出口。

## 历史
在中国榴弹发射器的发展历史上，QLZ-87 35毫米榴弹发射器可谓是里程碑。它不仅标志着当时中国榴弹发射器的研制水平已居于世界领先水平，更赢得了中国国外厂商对中国榴弹发射器的青睐。但受限于使用弹药的特殊性，在外销上竞争力较低。为了满足外贸需求，因此QLZ-87的研制人员研制出使用一般榴弹的LG3型40毫米自动榴弹发射器系统。

## 設計細節
LG3 40毫米自动榴弹发射器是一挺全自动武器，利用简单的反冲作用，并从封闭螺栓射击。LG3配有双铲型握把和两者之间的扳机。典型槍架是一个可调节架腿式步兵三脚架。它也可以安装在各种车辆，如卡车和装甲车上。
LG3 40毫米自动榴弹发射器武器系统由发射器和彈藥（杀伤榴弹、杀伤／破甲两用榴弹、训练榴弹）组成。

### 榴弹发射器的机匣机构
機匣为焊接成形的矩形结构。

### 榴弹发射器的自动机
LG3采用反沖作用式自动原理，開放式槍栓方式，具有单、连发发射功能。闭锁机构仅由枪机一个零件组成，没有开、闭锁操作面和闭锁支撑面，所以结构简单、动作可靠、制造容易。为了解决该自动方式存在的问题，设计者还在枪机上增设了一对双向式液压缓冲器作为枪机的有效重量，在枪机后坐到位和复进到位时分别与枪尾和机匣相撞，吸收并转化大部分冲击能量。这不但大大减轻了枪机后坐到位时的冲击和复进到位时的反跳，提高了射击精度，而且极大减轻了枪机的重量。该液压缓冲器已在QLZ-04 35毫米自动榴弹发射器上成功应用。

### 榴弹发射器的发射机
发射机位于发射器的尾部，以利于车载使用和实现电动式击发。扳机设在右侧握把。为了增强射击舒适性，还在握把上装有软质橡膠手柄。置于发射机座后下方的保险柄，具有左、中、右三个位置，分别控制发射机的保险、单发、连发三种状态。

### 榴弹发射器的击发机构
击发机构中的击锤、击锤簧、阻铁、拉杆随击锤座安装在机匣内居左位置，击针、击发杠杆、到位保险则设置于枪机上。发射时，向前推压击发板，并通过推杆和拉杆的传动令阻铁旋转一定角度，击锤得以解脱；并在击锤簧的作用以下快速向后运动，打击击发杠杆，使之转动撞击击针，击发底火。

### 榴弹发射器的供弹机构
供弹机构主要由供弹器盖、供弹导板、拨弹齿、传动臂、压弹板、阻弹齿、供弹盒、取弹器等零部件组成。其供弹过程是这样实现的：发射后，待发射榴弹被取弹器抓住并随枪机快速向后运动，在压弹板的弧形工作面的作用下向下移动到与枪管同一平面，同时挤压前一发榴弹的弹壳到拋壳口，完成抛壳动作。枪机复进到位时，供弹导板、拨弹齿、传动臂均回到初始位置，下一发榴弹被取弹器抓住进入枪管弹膛，即完成一个供弹循环。

### 榴弹发射器的缓冲机构
缓冲机构采用枪机上的双向液压缓冲器和枪尾上的橡胶製緩衝墊相结合。

### 榴弹发射器的弹链和弹箱
为能通用美国40×53毫米SR系列榴弹，采用了与美国Mk 19 Mod 3相同的弹链。该弹链为一次性使用的可散型弹链，与一般重复使用的弹链不同之处在于，在榴弹出厂前，弹链与榴弹已经装配好。这样既省去了射击前装填弹链的过程，又避免了因弹链没有装到位而引起的故障，这样对于提高战斗效能而言非常有效。弹箱由薄钢板经衝壓、焊接而成，具有30发和40发等多种不同容弹量，以适应不同武器平台的需要。金属弹箱可被安装在枪上的任一侧。
首发装填主要由拉机座、定位簧片、钢丝绳、钢丝轮、拉机柄等组成。拉机柄置于供弹器盖尾部。首发装填时，用手抓住拉机柄向后拉钢丝绳，拉机座在钢丝绳和钢丝轮的作用下带动枪机向后运动到位，此时松开拉机柄，拉机座在复进簧力的作用下随枪机复进到位，完成装填动作。

### 榴弹发射器的瞄准具
瞄准装置为框形折叠表尺式机械瞄具，固定在供弹器盖的上方，表尺射程为1,500公尺。在机匣的左右两侧后部还设有标准型MIL-STD-1913戰術導軌，可用来安装光学瞄准镜或其它附具。

### 40毫米杀伤榴弹
为通用于世界各种发射美国40×53毫米SR制式高速榴弹的自动榴弹发射器，LG3的杀伤榴弹与SR制式榴弹的外形大致相同。同时亦对内部结构进行了重新设计，增加了射程和杀伤威力以及提高了射击精度。
40毫米自动榴弹发射器杀伤榴弹采用高低压发射原理，药筒由高强度鋁合金挤压而成，再经过低温硬质阳极氧化处理，具有了较高的抗烧蚀能力。发射裝藥为新研制的可变燃速发射装药，从而使能量利用率较高，内弹道性能优良，实现244米／秒（800.52英尺／秒）的初速膛压仅为约76帕斯卡，比美国40×53毫米SR制式弹的83帕斯卡为低。该杀伤榴弹的弹丸结构也有较大的改变，硬质鋁合金弹体内装有刻槽方钢丝绕制而成的预制破片和高能炸藥，弹底则装有预制钨珠垫，使破片形状更规整、破片飞散角更合理和杀伤威力更大。其最大杀伤半径达9.8公尺，比美国40×53毫米SR制式榴弹的7公尺杀伤半径为大。
在弹丸的外形上，中国制40毫米杀伤榴弹还在弹丸底部增加了一圈短短的尾裙，形成了一个弹丸底凹。该底凹能较大地减少了弹丸飞行过程中的底部阻力，提高了射程和地面精度，最大射程达到2,380公尺，比美国40×53毫米SR制式榴弹的2,200公尺高出了近200公尺。引信采用全保险型弹头触发引信，具有冗余保险、延期解除保险机构，提高了引信的安全性。同时该引信还具有大着角擦地发火功能，较大地提高了引信的作用可靠性。

## 系统特色

### 重量轻
国外现役40毫米口径的自动榴弹发射器普遍偏重，如美国Mk 19 Mod 3型重63.7千克，新加坡CIS 40 AGL型为52千克，南非AGL型为50千克。而LG3自动榴弹发射器重量仅为39千克，提高了机动性。这主要得益于该发射器采用了液压缓冲技术，大幅降低了枪机的重量，在武器的冲击大为减小的同时，也降低了机匣、枪尾等主要受力件的强度要求，达到了减轻重量的目的。榴弹的重量也低于同类型的榴弹，如美国M433杀伤弹全重340克，而LG3的杀伤弹较之轻了15克。

### 结构紧凑
LG3型40毫米自动榴弹发射器的外形尺寸仅为1,030毫米×229毫米×195毫米（长×宽×高）。可以说是在现役同口径的自动榴弹发射器中最紧凑的一款。比如美国的Mk 19 Mod 3型尺寸为1,095毫米×340毫米×>200毫米；而南非AGL型则为844毫米×281毫米×267毫米。

### 射击精度高
LG3自动榴弹发射器在2,200米距离上连发射击一组10发榴弹，散布范围一般在9×50米内，最小散布范围仅为4×20米。发射器的射击精度如此之高，是由以下几个因素决定：
1. 采用了自由枪机、惯性闭锁机构，枪机的质心位置与枪管轴线基本重合，射击时产生的纵向扭矩很小。
2. 采用了双向液压缓冲器，枪机重量较小，枪机复进和后坐到位的冲击小，有利于射击精度的提高。而美国Mk 19 Mod 3型发射器无液压缓冲器，枪机重量较大，枪机复进和后坐到位的冲击大，对射击精度不利。
3. 武器的射速和三脚架的刚度匹配较合理。另外，发射器采用了闭膛待击的击发机构。闭膛待击与美国Mk 19 Mod 3型等采用开膛待击的榴弹发射器相比，虽然结构较复杂，但首发射击时，从解脱击针到击发底火的时间短，易于打击运动目标，且撞击小，对提高射击精度有利，尤其是对提高首发命中率效果甚为显著。

### 可双向供弹
LG3自动榴弹发射器的双向供弹满足了机动平台对榴弹发射器供弹方向可变换的要求。为实现供弹方向的变换，采取了如下措施：
1. 采用对称设计技术，凡涉及到供弹方向转换的零件或部位都呈对称设计或分布
2. 尽量简化结构
3. 采用模块化设计

这样一来，在不增加任何零部件的前提下，只需变换供弹导板、供弹盒部件、拨弹部件的位置，即可实现左右供弹方向的改变。而且转换速度快，不需专用工具。而美国Mk 19 Mod 3型没有双向供弹方向转换功能。

### 装填方便
LG3采用了柔性装填机构，与美国Mk 19 Mod 3型等刚性手柄装填机构相比，该机构具有如下优点：
- 采用了动滑轮机构，装填引力减小了将近50％。
- 适应性强，传力件为柔性钢丝，首发装填不受射击角度的限制。
- 机匣上没有刚性手柄的运动长槽，有利于全枪的密封防尘。
- 容易实现电动装填。

### 勤务性能好
由于采用了模块化设计，LG3的使用维护相当方便，日常全枪分解、结合快捷。向前推枪身锁扣，可将发射器身与三脚架分离。转动受弹器锁扣，打开受弹器盖，就可将发射机和枪机卸下。按下击发机卡销，可将击发机从机匣上拆下。按下固定栓卡销，抽出固定栓，可将液压缓冲器取出。按下供弹盒卡销，可从机匣上拆除供弹盒。值得一提的是，全枪的日常分解、结合不需工具，且分解后没有零散小件。
而Mk 19 Mod 3型模块化程度不高，其日常分解、结合需要工具。

### 通用性强
LG3具有较强的通用性。首先，该发射器既可发射自行研制的系列弹种，又可发射北约制式40毫米榴彈。其次，瞄准具的接口为北约通用的皮卡汀尼导轨，既可安装自行研制的白光瞄准镜，又可安装国外的红外夜视瞄具或其它瞄准镜。

### 射界范围大
LG3型的射界范围大，其高低射界达-10°～42°，方向射界为左右各180°。而美国Mk 19 Mod 3型的高低射界是通过螺杆进行调整的，方向射界通过与两后脚连接的导杆进行调整。由于受结构、外形尺寸的限制，其调整范围较小，高低射界仅为-10°～30°左右，方向射界仅为左右各35°左右。另外，LG3射界调整快捷省力，只需松开高低和方向扳手，即可调整高低和方向射界，而且由于三脚架支撑点与发射器身重心的距离较Mk 19 Mod 3型的近，调整力较小。

### 动作安全可靠
LG3采用開放式槍栓自动原理，结构简单，动作可靠。设置了扳机保险和闭锁保险，保险机构齐全。另外，发射器没有外露运动件，操作使用安全。

### 彈種多樣
LG3配用的弹药主要有新研制的杀伤弹、破甲杀伤弹、训练弹。这些弹种均采用高低压发射原理，实现了高初速、低膛压。为达到通用的目的，其口径、外形尺寸、弹丸初速、弹丸重量、质心位置等参数均与40×53毫米高速榴彈基本一致。上述弹种在保证通用性的前提下，既充分利用了国内的成熟技术，又在结构上进行了大胆创新，其主要性能指标比起原版40×53毫米高速榴彈有著较大幅度的提高。比如破甲杀伤弹杀伤半径为6米，破甲深度达76毫米，而美国M430破甲杀伤弹杀伤半径为5米，破甲深度仅为51毫米。 

## 使用国
没有消息报道有采用，中华人民共和国采用的是35×32毫米榴弹，与该武器不通用，中国使用自用型QLZ-04自动榴弹发射器。

## 外部連結
- （英文）—Modern Firearms—NORINCO LG3 automatic grenade launcher （页面存档备份，存于）
- （英文）—Weapon.ge－NORINCO LG3 （页面存档备份，存于）
- （英文）—Guns and Weapons－NORINCO LG3
- （英文）—Chinese Infantry Heavy Weapon & Small Arms | China Defense Mashup
- （英文）—Military, Security and Civilian Guns and Equipment—LG3 AGL （页面存档备份，存于）
- （英文）—The Firearm Blog.com—Chinese Small Arms from the 7th Beijing Police Equipment Expo（页面存档备份，存于）
- （俄文）—Гранатомет Norinco LG3 - Китай - Гранатометы - Оружие - Энциклопедия оружия и боеприпасов (огнестрельное ручное оружие, боеприпасы и снаряжение) （页面存档备份，存于）
- （简体中文）—国产外贸单兵武器造型很时髦 （页面存档备份，存于）
- （繁體中文）—PChome 個人新聞台—中國槍榴彈（页面存档备份，存于）